# Olivera De Cort
Olivera De Cort est un olivier protégé comme arbre remarquable et qui se situe sur la "Plaça de Cort (ca)" à Palma de Majorque.

## Description
Cet olivier (Olea europaea) est vieux de plus de 800 ans.
Il mesure environ sept mètres de hauteur et la circonférence du tronc atteint 7,21 m à 1,30 m de la base.

## Statut de protection
Cet Olivier a été déplacé de Pollença à Majorque jusqu'à Palma en 1989.
En 2003, il a été référencé et protégé par la loi 6/1991 de Protection d'arbres remarquables.

## Aspects culturels
Il symbolise localement la paix et l'attachement à la terre.